# Psammisia flaviflora
Psammisia flaviflora är en ljungväxtart som beskrevs av A. C. Smith. Psammisia flaviflora ingår i släktet Psammisia och familjen ljungväxter. Inga underarter finns listade i Catalogue of Life.